# Probosca aethiopica
Probosca aethiopica es una especie de coleóptero de la familia Oedemeridae.

## Distribución geográfica
Habita en Etiopía.